# مرام المصري
مرام المصري هي شاعرة سورية ولدت في مدينة اللاذقية العام 1962؛ درست الأدب الإنكليزي في جامعة دمشق؛ شاركت كل من شقيقها الشاعر منذر المصري والشاعر محمد سيدة في إصدار ديوانها الأول «أنذرتك بحمامة بيضاء» في العام 1984، علما بأنها كانت قد غادرت موطنها سوريا لتستقر في فرنسا منذ العام 1982. صدر ديوانها الشعري الثاني «كرزة حمراء على بلاط أبيض» في تونس من دار نشر «تبر الزمان»، والذي نالت عليه جائزة أدونيس للإبداع الفكري في العام 1997 في باريس.
لقي شعر مرام المصري الإشادة من قبل الكثير من النقاد العرب والغربيين كالشاعر أدونيس وميشيل بينيون كما تمت ترجمته إلى عدة لغات منها الفرنسية، الألمانية، الإنكليزية، الإيطالية، الإسبانية، الصربية والتركية.

## المؤلفات
- أنذرتك بحمامة بيضاء 1984 بالاشتراك مع الشاعرين منذر المصري ومحمد سيدة عن وزارة التربية والتعليم السورية.
- كرزة حمراء على بلاط أبيض 1997 دار تبر الزمان للطباعة والنشر في تونس.[3]
- أنظر إليك 2000 عن الشركة اللبنانية للطباعة والنشر في بيروت.[4]
- العودة، عنوان مجموعتها الرابعة الذي صدر باللغتين العربية والإسبانية عن دار إسكريتو الإسبانية.
- من نبع فمي عن دار برونو دوسية.
- أرواح حافية الأقدام عن دار تامب دو سيريز Le Temps des cerises في العام2009، الذي نالت علية جائزتين في 2011 و2012 .
- اقلب الصفحة لجان كلود مارتان (مترجم) - دار التكوين 2011.[5]
- يلزم كل شيء لصنع العالم وأكثر (ترجمة) - دار الفراشة 2014.[6]

## وصلات خارجية
- الموقع الرسمي لجمعية ربيع الشعراء "printemps des poetes" (لغة فرنسية)
- موقع الشعر«موسوعة الشاعرة مرام المصري» (لغة عربية)